# .to
.to — в Інтернеті, національний домен верхнього рівня (ccTLD) для Тонги.

## Домени 2-го та 3-го рівнів
У цьому національному домені нараховується близько 66,200,000 вебсторінок (станом на лютий 2016 року).
У наш час використовуються та приймають реєстрації доменів 3-го рівня такі доменні суфікси (відповідно, існують такі домени 2-го рівня):
| Суфікс   | Регламентовані користувачі                                            |
| .co.to   | Комерційні установи, корпорації                                       |
| .edu.to  | Наукові та дослідницькі установи, коледжі, університети або інститути |
| .gov.to  | Державні та урядові установи                                          |
| .mobi.to | Сервіси та вебмайданчики для мобільних пристроїв                      |
| .net.to  | Провайдери, організації, пов'язані з мережами                         |